# Девон-рекс
Девонський рекс, Девон (англ. Devon rex, DRX)  — порода кішок, що виникла в результаті мутації у короткошерстих європейських кішок.

## Історія
Назву одержала завдяки кучерявому хутру, подібному до аналогічного хутра кролів королівської породи. Перших рексів помітили в 50-і роки XX сторіччя у різних країнах. Тому виникло три породи рексів, залежно від місця їхнього походження: девон, корніш (корнрекс) і німецький. Трохи пізніше сформувався ще один — Орегон (орегонський). Типи розрізняються між собою.
Родоначальником породи вважають кішку, знайдену в 1960 році на околицях покинутої шахти в Девонширі. У приплоді в неї було всього одне кошеня з кучерявеньким хутром. Господарка припустила, що це корніш рекс, однак при схрещуванні з кішкою цієї породи все потомство мало звичайне хутро, тобто це виявилася зовсім нова мутація. Після цього почалося становлення нової породи, названої на честь місцевості, де знайдені перші кішки. Порода досить швидко одержала визнання в Європі. Першою девон рексів як породу зареєструвала GCCF, потім за її прикладом пішли інші фелінологічні організації, у тому числі й FIFE. Кішками зацікавилися в багатьох країнах світу. В 1968 році ввезли девонів у США, де вони швидко завоювали популярність. Тепер у США одна з найбільших популяцій цих кішок. У 1979 році CFA визнала девонів як породу.

## Особливості хутра
Характерним для цих порід є майже повна відсутність остьового волосся. Переважає пухове, дуже м'яке й кучеряве. Кішки мають такі ж звивисті вібриси, які можуть ламатися. Через це вони коротші, ніж в інших кішок. У девонського рекса хутро жорсткіше, ніж у корніш, через наявність покривного волосся. Відрізняється девон рекс від корніш також будовою голови.

## Розмноження
Тічки проходять приблизно один раз на 3 місяці. Коти не мітять територію. Пологи в кішок минають досить легко. У приплоді буває не більше 3-4 кошенят. Очі в кошенят відкриваються рано — на 4-5-й день, можуть навіть і раніше — на 2-3-й. Народжуються вони з коротким, хвилястим хутром. Приблизно із двомісячного віку хутро випрямляється й починає рідішати. У період із трьох до шести місяців кошеня не схоже на кішку породи рексів. Тіло його вкрите лише коротким пушком. Хвилястість зберігається тільки на стегнах, хвості, лапах. У період з 6 до 7 місяців у кошенят з'являється хутро, як у дорослих девонів. Формування шерстного покриву відбувається до двох років.

## Характер
Кішки девон рексів рухливі, спритні, стрибучі, грайливі, мабуть, більше, ніж представники інших рексів. Однак вони рідко порушують порядок у будинку. Мають дуже незвичайний вигляд завдяки хутру. Вони розумні, винахідливі, прив'язливі. Кішки ідеальні для утримання в приміщенні. Мають тихий голос, не крикливі навіть під час тічки. Охоче гуляють на повідці. Схильні до переїдання й ожиріння.

## Зовнішній вигляд
Девон рекс — тварини помірно витонченої будови, середніх розмірів. Тіло струнке, міцне, мускулясте. Груди широкі. Тіло високо стоїть на лапах, причому задні лапи трохи довші, ніж передні. Кінцівки тонкі, довгі, худі. Лапи маленькі, овальні. Хвіст довгий, тонкий і загострений, добре вкритий коротким хутром. Коти трохи більші, ніж кішки.
Голова являє собою короткий клин з добре розвиненими, опуклими вилицями й вираженим різким переходом від вилиць до подушечок вусів. Морда коротка, добре розвинена. Щоки добре оформлені. Підборіддя сильне, добре виражене. Ніс із чітко вираженим стопом. Вуха великі, низько поставлені, дуже широкі в основі, так що зовнішні краї основи вух виступають за лінію клина голови. Кінці вух округлі. Добре вкриті тонким хутром із зовнішнього боку. З внутрішнього боку опушені або неопушені, з китицями або без. Очі великі, широко поставлені, овальні, трохи витягнуті до зовнішніх країв вух. Колір очей інтенсивний, чистий, повинен гармоніювати із забарвленням хутра. Шия тонка, середньої довжини.
Хутро дуже коротке, тонке, м'яке, ніжне, кучеряве, з остьовими волосками. Жорсткіше, ніж у корніш рекса. Найгустіше хутро на спині, боках, хвості, лапах, голові й вухах. Трохи меншим за щільністю може бути на верхівці голови, шиї, грудях і животі. Хутро коротше на спині, боках, верхній частині лап і хвості. Дуже коротке на голові, вухах, шиї, кінцях лап, грудях та животі. Хвиля більше проявляється в місцях, де хутро довше — на тілі й хвості.

### Забарвлення
Допускаються всі існуючі колірні варіації забарвлення, у тому числі шоколадне, лілове і гімалайське (сирекси). Мочка носа, подушечки лап та очі гармоніюють за кольором із забарвленням хутра. У білих девон рексів очі або блакитні, або золотаві, або різного кольору (одне блакитне, друге золотаве).

## Світлини

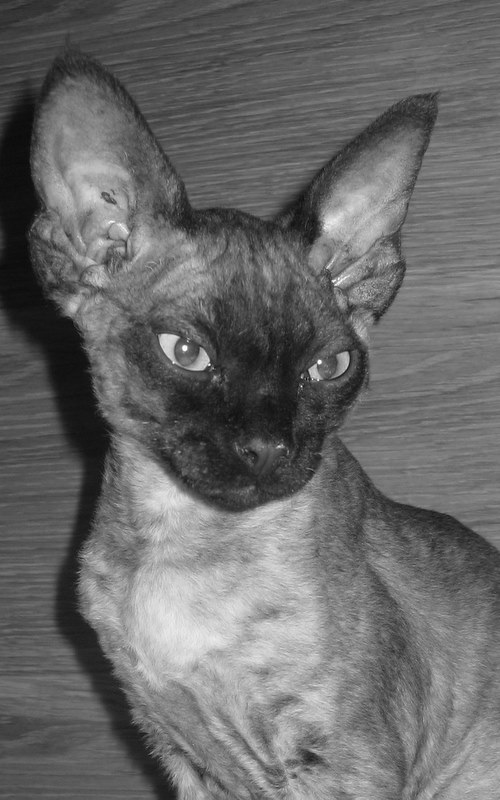
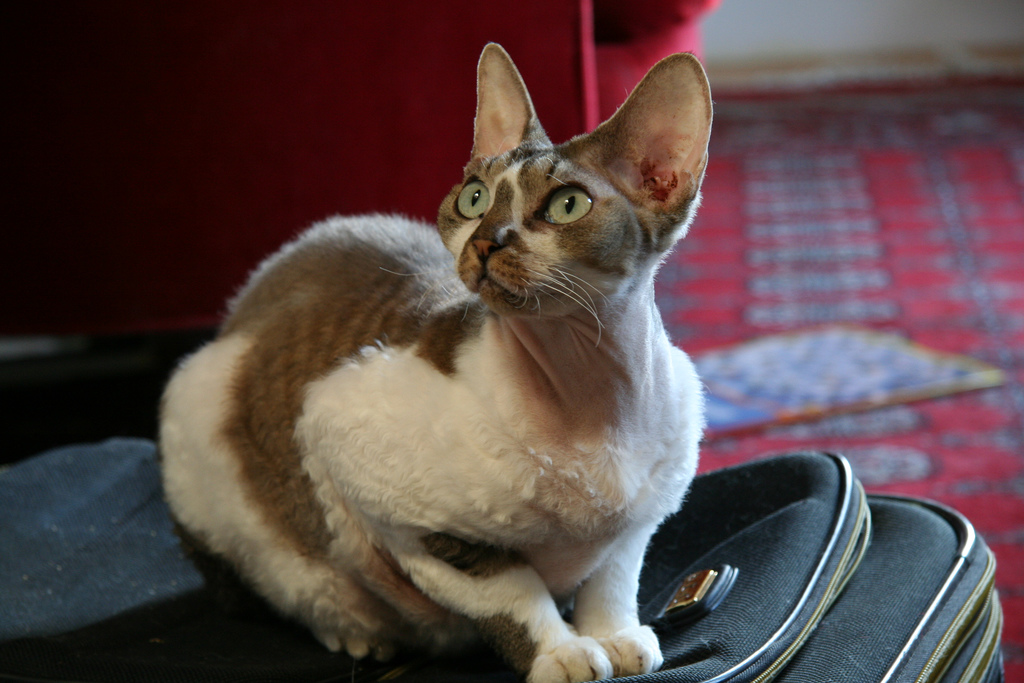
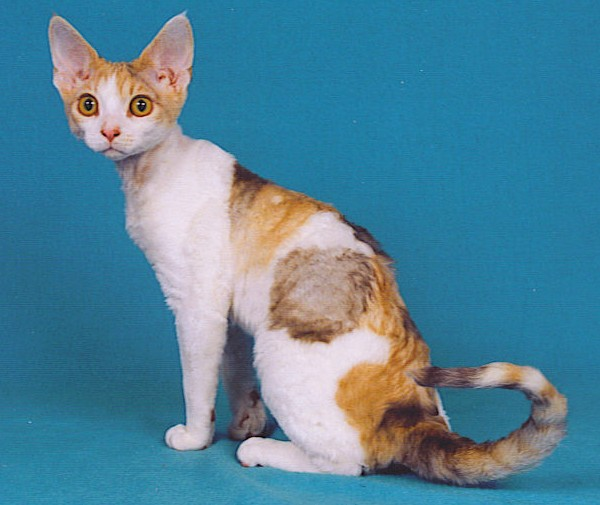
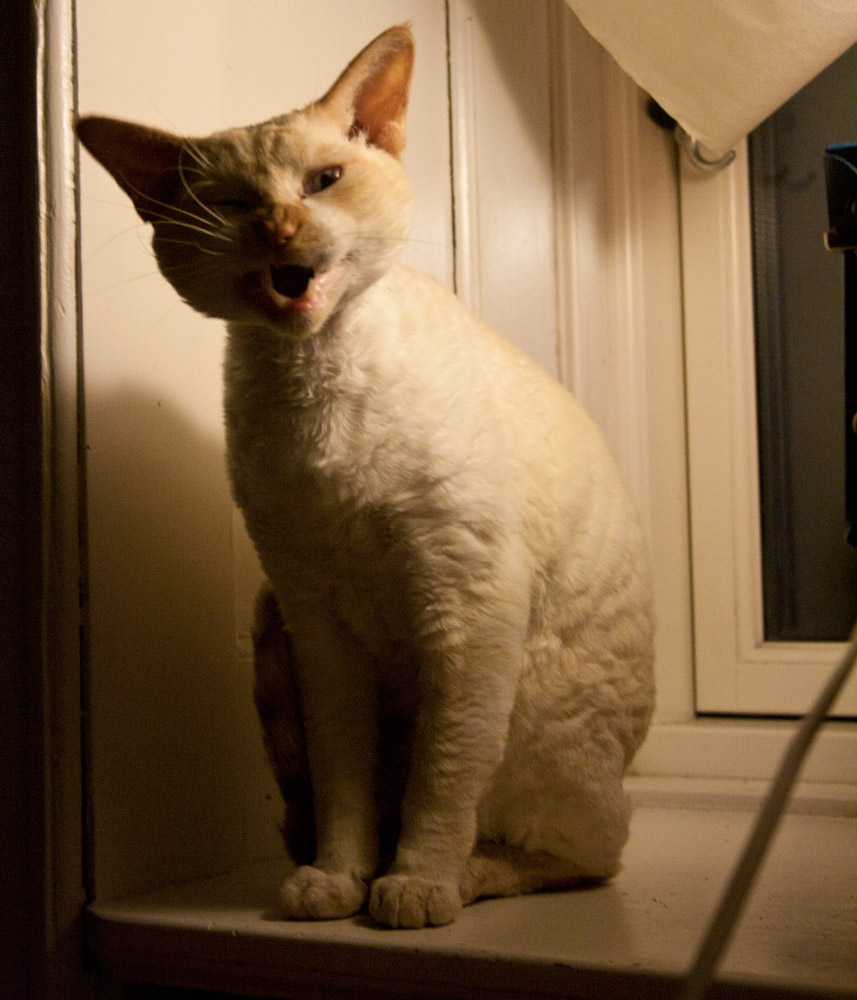
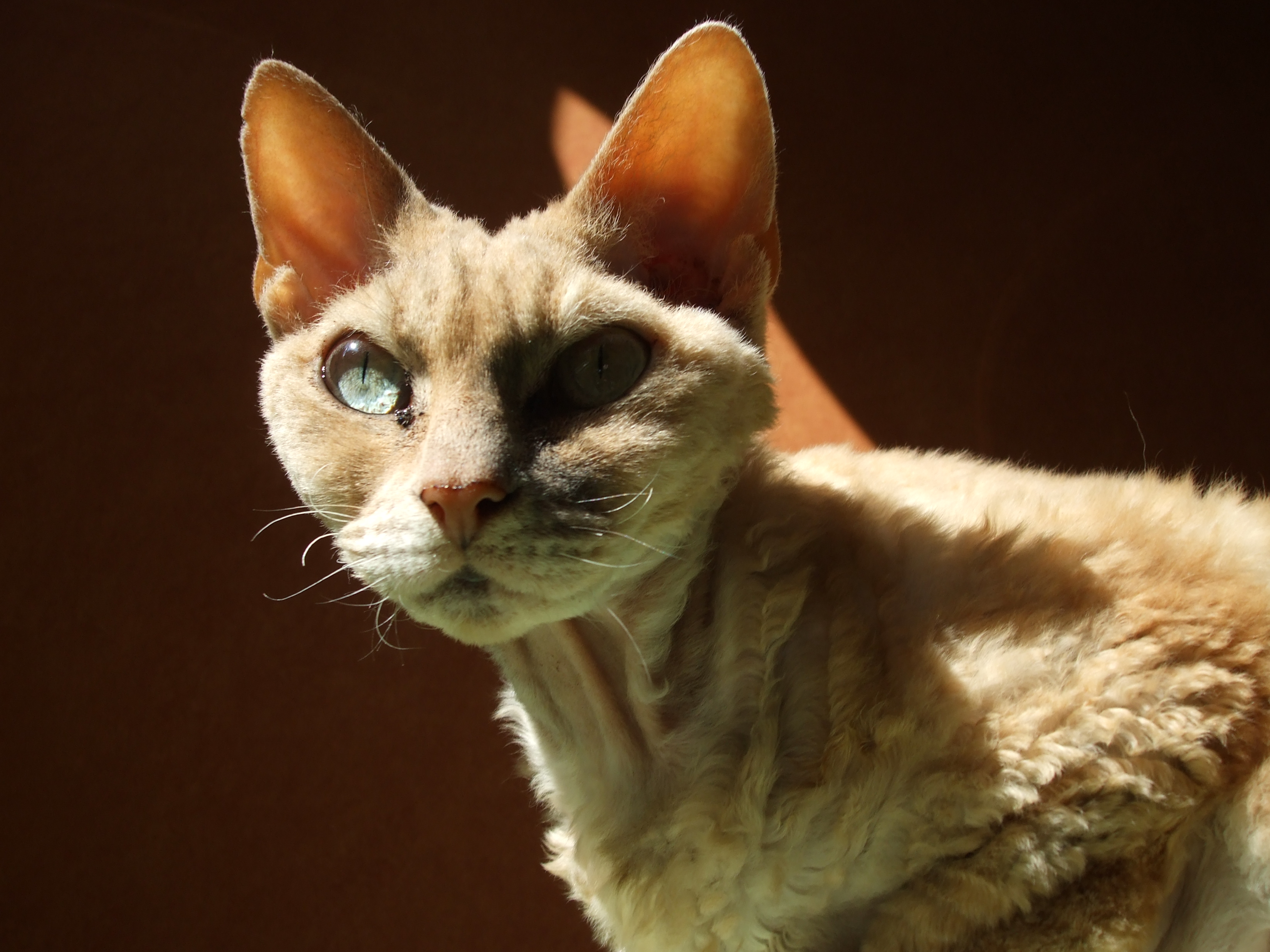
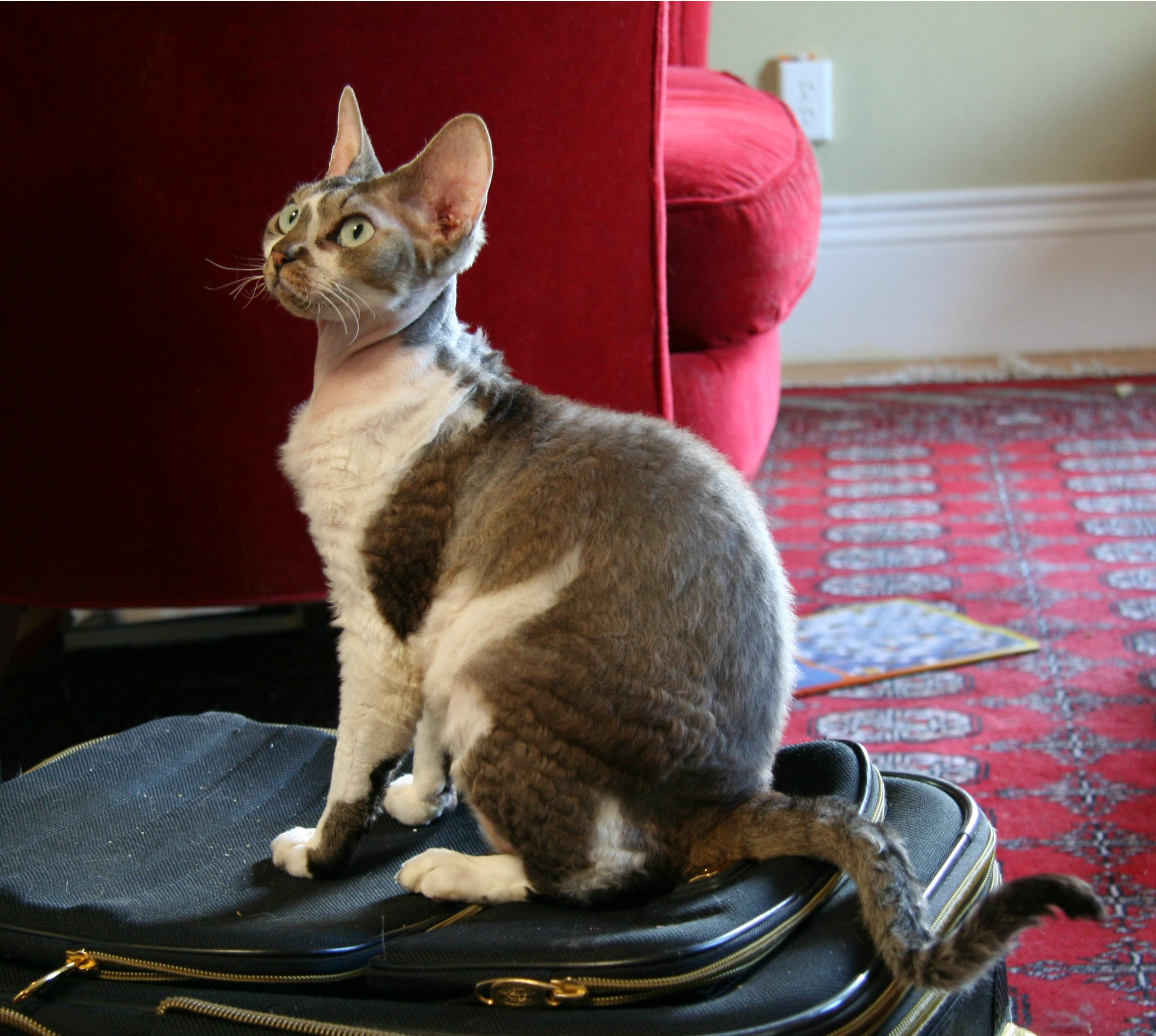